# Philip Billing
Philip Anyanwu Billing, communément appelé Philip Billing, né le 11 juin 1996 à Copenhague au Danemark, est un footballeur international danois qui évolue au poste de milieu central à l'AFC Bournemouth.

## Biographie
Le 26 avril 2014, il fait ses débuts en faveur du club de Huddersfield Town. Il inscrit son premier but lors de la saison 2015-2016.
Avec les espoirs danois, il inscrit un but contre la Pologne en octobre 2018. Il participe en juin 2019 au championnat d'Europe espoirs organisé en Italie. Lors de cette compétition, il joue trois matchs. Malgré un bilan honorable de deux victoires et une défaite, le Danemark est éliminé dès le premier tour.
Le 21 mars 2019, il figure pour la première fois sur le banc des remplaçants de l'équipe nationale A, mais sans entrer en jeu, lors d'une rencontre amicale face au Kosovo (score : 2-2). Le 7 octobre 2020, Philip Billing honore finalement sa première sélection avec l'équipe du Danemark, à l'occasion d'une rencontre amicale contre les îles Féroé (victoire 4-0).

## Statistiques
| Saison                | Club                  | Championnat           | Championnat | Championnat | Coupe nationale | Coupe nationale | Coupe de la Ligue | Coupe de la Ligue | Play-offs | Play-offs | Danemark | Danemark | Total | Total |
| Saison                | Club                  | Division              | M.          | B.          | M.              | B.              | M.                | B.                | M.        | B.        | M.       | B.       | M.    | B.    |
| 2013-2014             | Huddersfield Town     | Championship          | 1           | 0           | -               | -               | -                 | -                 | -         | -         | -        | -        | 1     | 0     |
| 2014-2015             | Huddersfield Town     | Championship          | -           | -           | -               | -               | -                 | -                 | -         | -         | -        | -        | 0     | 0     |
| 2015-2016             | Huddersfield Town     | Championship          | 13          | 1           | -               | -               | -                 | -                 | -         | -         | -        | -        | 13    | 1     |
| 2016-2017             | Huddersfield Town     | Championship          | 24          | 2           | 4               | 0               | -                 | -                 | -         | -         | -        | -        | 28    | 2     |
| 2017-2018             | Huddersfield Town     | Premier League        | 16          | 0           | 4               | 0               | 2                 | 1                 | -         | -         | -        | -        | 22    | 1     |
| 2018-2019             | Huddersfield Town     | Premier League        | 27          | 2           | -               | -               | -                 | -                 | -         | -         | -        | -        | 27    | 2     |
| Sous-total            | Sous-total            | Sous-total            | 81          | 5           | 8               | 0               | 2                 | 1                 | -         | -         | -        | -        | 91    | 6     |
| 2019-2020             | AFC Bournemouth       | Premier League        | 34          | 1           | 1               | 2               | 1                 | 0                 | -         | -         | -        | -        | 36    | 3     |
| 2020-2021             | AFC Bournemouth       | Championship          | 34          | 8           | 4               | 0               | 2                 | 0                 | 2         | 0         | 1        | 0        | 43    | 8     |
| 2021-2022             | AFC Bournemouth       | Championship          | 40          | 10          | 1               | 0               | 1                 | 1                 | -         | -         | 2        | -        | 44    | 11    |
| 2022-2023             | AFC Bournemouth       | Premier League        | 36          | 7           | 1               | 0               | 1                 | 0                 | -         | -         | 2        | 0        | 40    | 7     |
| 2023-2024             | AFC Bournemouth       | Premier League        | 29          | 2           | 2               | 0               | 2                 | 0                 | -         | -         | -        | -        | 33    | 2     |
| 2024-2025             | AFC Bournemouth       | Premier League        | 10          | 0           | -               | -               | -                 | -                 | -         | -         | -        | -        | 10    | 0     |
| Sous-total            | Sous-total            | Sous-total            | 183         | 28          | 9               | 2               | 7                 | 1                 | 2         | 0         | 5        | 0        | 206   | 31    |
| 2024-2025             | SSC Naples            | Serie A               | 10          | 1           | -               | -               | -                 | -                 | -         | -         | -        | -        | 10    | 1     |
| Total sur la carrière | Total sur la carrière | Total sur la carrière | 274         | 34          | 17              | 2               | 9                 | 2                 | 2         | 0         | 5        | 0        | 307   | 38    |

## Palmarès

### En club
- SSC Naples
  - Champion d'Italie en 2025.

- AFC Bournemouth
  - Vice-champion d'Angleterre de deuxième division en 2022.

### Distinctions personnelles
- Membre de l'équipe type du Championnat d'Angleterre de deuxième division en 2021-2022